# Кастро (дем Гревена)
Вижте пояснителната страница за други значения на Кастро.
Кастро или Хисар (на гръцки: Κάστρο, катаревуса: Κάστρον, Кастрон) е село в Република Гърция, дем Гревена, област Западна Македония.

## География
Селото е разположено на 800 m надморска височина, около 14 km западно от град Гревена.

## История

### В Османската империя
В края на ХІХ век Хисар (Кастро) е мюсюлманско гръкоезично село в Гребенската каза на Османската империя. Според статистиката на Васил Кънчов през 1900 в Хисаръ живеят 300 валахади (гръкоезични мюсюлмани) и 200 гърци християни.
На Етнографската карта на Битолския вилает на Картографския институт в София от 1901 година Хисар е смесено село гърци християни и гърци мохамедани в Гревенската каза на Серфидженския санджак със 101 къщи.
Според статистика на Серфидженския санджак на гръцкото консулство в Еласона от 1904 година в Кастро (Κάστρο), Гревенска каза, живеят 650 валахади.
Според атинска гръцка статистика от 1910 година в Кастрон (Κάστρον) живеят 330 мюсюлмани.

### В Гърция
През Балканската война в 1912 година в селото влизат гръцки части и след Междусъюзническата в 1913 година Хисар влиза в състава на Кралство Гърция.
В средата на 1920-те години по силата на Лозанския договор населението на селото е изселено в Турция, в село Хоназ край Денизли. и на негово място са заселени понтийски гърци бежанци от Турция. През 1928 година Кастро е представено като изцяло бежанско село с 21 семейства или 69 жители.
В селската църква „Свети Харалампий“ има икони, които бежанците са пренесли от старите си обиталища в Мала Азия.
Населението произвежда жито, тютюн, овошки и други земеделски култури, като частично се занимава и със скотовъдство.
| Година    | 1913 | 1920 | 1928 | 1940 | 1951 | 1961 | 1971 | 1981 | 1991 | 2001 | 2011 | 2021 |
| --------- | ---- | ---- | ---- | ---- | ---- | ---- | ---- | ---- | ---- | ---- | ---- | ---- |
| Население | 95   | 243  | 88   | 88   | 87   | 51   | 84   | 31   | 31   | 29   | 13   | 11   |